# Christoph Janker
Christoph Janker (n. Cham, Baviera, Alemania Federal; 14 de febrero de 1985) es un exfutbolista alemán. Jugaba de defensa y su último equipo fue el FC Augsburgo de Alemania.
Desde febrero de 2020 es encargado de talentos en el FC Augsburgo.

## Trayectoria

### TSV 1860 Munich
Janker comenzó su carrera en las inferiores del 1860 Munich. Jugó por el equipo reserva en sus primeras temporadas y finalmente debutó en la 2. Bundesliga con el primer equipo en la victoria por 2-0 contra el Karlsruher SC.

### 1899 Hoffenheim
En su primera temporada en el 1899 Hoffenheim anotó dos goles en 31 encuentros de liga. Su debut con el club fue en empate 1-1 en 19 de agosto de 2006 ante SV Elversberg.
En 2009, Janker y su compañero de equipo Andreas Ibertsberger fueron investigados luego de fallar un rápido examen antidopaje antes del encuentro contra el Borussia Mönchengladbach el 2 de febrero. La Federación Alemana de Fútbol suspendió la investigación debido a la falta de evidencia, además un nuevo examen resultaría negativo. El caso fue seguido por la prensa alemana.

### Hertha BSC
Firmó por tres años con el Hertha BSC el 28 de mayo de 2009. En su primera temporada con el club pasó mucho tiempo en la banca y además jugó algunos encuentros para el segundo equipo. Para el final de la temporada 2009-10, el Hertha descendió a la 2. Bundesliga, donde tampoco fue un titular regular. En las siguientes temporadas con el club tampoco lograría la titularidad. Dejó el club en enero de 2015.

### FC Augsburgo
Debutó con el FC Augsburgo en la victoria 1-0 contra el Borussia Dortmund el 4 de febrero de 2015, donde además fue expulsado. Abandonó el club una vez expiró su contrato al finalizar la temporada 2018-19.

## Selección nacional
Janker jugó por Alemania en la categoría sub-20.

## Estadísticas
Actualizado hasta su retiro.
| 1860 Múnich II · Alemania |               |               |     |   |    |   |    |   |   |    |     |   |
| 3.ª | 2004-05       | 33            | 0   | - | -  | - | -  | - | - | 33 | 0   |   |
| 3.ª | 2005-06       | 28            | 0   | - | -  | - | -  | - | - | 28 | 0   |   |
| 3.ª | 2006-07       | 3             | 0   | - | -  | - | -  | - | - | 3  | 0   |   |
| Total club | Total club    | 64            | 0   | 0 | 0  | 0 | 0  | 0 | 0 | 64 | 0   |   |
| 1860 Múnich · Alemania |               |               |     |   |    |   |    |   |   |    |     |   |
| 2.ª | 2005-06       | 4             | 0   | 0 | 0  | - | -  | - | - | 4  | 0   |   |
| Total club | Total club    | 4             | 0   | 0 | 0  | 0 | 0  | 0 | 0 | 4  | 0   |   |
| 1899 Hoffenheim · Alemania |               |               |     |   |    |   |    |   |   |    |     |   |
| 3.ª | 2006-07       | 31            | 2   | - | -  | - | -  | - | - | 31 | 2   |   |
| 2.ª | 2007-08       | 20            | 0   | 2 | 0  | - | -  | - | - | 22 | 0   |   |
| 1.ª | 2008-09       | 17            | 0   | 0 | 0  | - | -  | - | - | 17 | 0   |   |
| Total club | Total club    | 68            | 2   | 2 | 0  | 0 | 0  | 0 | 0 | 70 | 2   |   |
| Hertha Berlín · Alemania |               |               |     |   |    |   |    |   |   |    |     |   |
| 1.ª | 2009-10       | 15            | 0   | 1 | 0  | 8 | 0  | - | - | 24 | 0   |   |
| 2.ª | 2010-11       | 4             | 0   | 0 | 0  | - | -  | - | - | 4  | 0   |   |
| 1.ª | 2011-12       | 18            | 0   | 3 | 0  | - | -  | 2 | 0 | 23 | 0   |   |
| 2.ª | 2012-13       | 5             | 0   | 0 | 0  | - | -  | - | - | 5  | 0   |   |
| 1.ª | 2013-14       | 5             | 0   | 1 | 0  | - | -  | - | - | 6  | 0   |   |
| Total club | Total club    | 47            | 0   | 5 | 0  | 8 | 0  | 2 | 0 | 62 | 0   |   |
| Hertha Berlín II · Alemania |               |               |     |   |    |   |    |   |   |    |     |   |
| 4.ª | 2009-10       | 2             | 0   | - | -  | - | -  | - | - | 2  | 0   |   |
| 4.ª | 2009-10       | 7             | 0   | - | -  | - | -  | - | - | 7  | 0   |   |
| 4.ª | 2011-12       | 1             | 0   | - | -  | - | -  | - | - | 1  | 0   |   |
| 4.ª | 2012-13       | 1             | 0   | - | -  | - | -  | - | - | 1  | 0   |   |
| 4.ª | 2013-14       | 5             | 1   | - | -  | - | -  | - | - | 5  | 1   |   |
| 4.ª | 2014-15       | 5             | 1   | - | -  | - | -  | - | - | 5  | 1   |   |
| Total club | Total club    | 21            | 2   | 0 | 0  | 0 | 0  | 0 | 0 | 21 | 2   |   |
| FC Augsburgo · Alemania |               |               |     |   |    |   |    |   |   |    |     |   |
| 1.ª | 2014-15       | 2             | 0   | 0 | 0  | - | -  | - | - | 2  | 0   |   |
| 1.ª | 2015-16       | 12            | 0   | 1 | 0  | 5 | 0  | - | - | 18 | 0   |   |
| 1.ª | 2016-17       | 15            | 0   | 2 | 0  | - | -  | - | - | 17 | 0   |   |
| 1.ª | 2017-18       | 5             | 0   | 0 | 0  | - | -  | - | - | 5  | 0   |   |
| 1.ª | 2018-19       | 0             | 0   | 0 | 0  | - | -  | - | - | 0  | 0   |   |
| Total club | Total club    | 34            | 0   | 3 | 0  | 5 | 0  | 0 | 0 | 42 | 0   |   |
| Total carrera | Total carrera | Total carrera | 234 | 2 | 10 | 0 | 13 | 0 | 2 | 0  | 259 | 2 |
| (1) Incluye datos de la Copa de Alemania (2) Incluye datos de la Liga Europa (3) Incluye datos de los playoffs de ascenso/descenso |               |               |     |   |    |   |    |   |   |    |     |   |

## Palmarés

### Títulos nacionales
| Título        | Club             | País     | Año     |
| ------------- | ---------------- | -------- | ------- |
| 2. Bundesliga | Hertha de Berlín | Alemania | 2010-11 |
| 2. Bundesliga | Hertha de Berlín | Alemania | 2012-13 |